# Лимончело (пиће)
Лимончело је познато италијанско слатко алкохолно пиће (ликер).

## О Лимончелу
Лимочело је ликер који се прави од коре специјалне врсте лимуна које расте на обали Амалфи. Сам ликер се прави од лимунове коре, алкохола, воде и шећера. Конзумира се јако хладан после оброка или као додатак коктелу..Суштина је да коре лимуна стоје у алкохолу довољно дуго како би пустиле своја природна уља, што омогућава да се приликом мешања са шећером добије мутни ликер какав лимончело треба да буде.

### Служење
Традиционално се лимончело служи охлађен као дигестив након вечере. На Сорентинском полуострву и на Амалфијској обали обично се служи у малим керамичким чашама, које су такође охлађене. Овај обичај се проширио и у друге делове Италије. Такође може да се послужи као шприц мешањем са Просеком и лимунадом или газираном водом. С обзиром на то да лимончело потиче са Амалфијске обале, понекад је познат и као Амалфи шприц.

### Алкохолни садржај
Алкохолни садржај може значајно варирати, посебно међу домаћим варијантама, али типично је око 30% алкохола по запремини.

## Варијанте
Постоје многе варијације лимончела, укључујући оне са аромом поморанџе (аранчело), мешаних цитруса (агрумело), пистаћа (пистаћело), диње (мелончело) и јагоде (фрагончело). Постоји и верзија која се прави са млеком уместо шећерног сирупа, позната као крема од лимончела, која често има мањи садржај алкохола, око 17%.

## Популарност
Лимончело је други најпопуларнији ликер у Италији, после Кампарија.